# Mały Tuk
Mały Tuk (duń. Lille Tuk) – baśń literacka autorstwa Hansa Christiana Andersena, wydana po raz pierwszy w Kopenhadze w 1847 roku.

## Publikacja
Andersenowska baśń literacka o Małym Tuku została po raz pierwszy opublikowana 6 kwietnia 1847 roku w Kopenhadze przez wydawnictwo C.A. Reitzel w antologii Nowe baśnie. Tom drugi. Kolekcja pierwsza. 1847 (duń. Nye Eventyr. Andet Bind. Første Samling. 1847). Andersen dedykował tom matce poety Johana Ludviga Heiberga Thomasine Gyllembourg. W katalogu dzieł Andersena autorstwa B.F. Nielsena baśń Mały Tuk opatrzona jest numerem 519. Utwór został wznowiony za życia pisarza w 1849 oraz 1863 roku.
W baśni pisarz zaznajamia czytelnika z geografią i historią Zelandii. Wymienione zostają ważne miasta i tradycje z nimi związane, kolejno: Præstø, Vordingborg, Korsør, Roskilde, Sorø, Køge. Wśród wspomnianych postaci historycznych wymienieni zostali: Bertel Thorvaldsen, król Hroar, król Waldemar, biskup Absalon.

## Polskie przekłady
Baśń została przetłumaczona na język polski:
- 1900 – Mały Tuk: Maria Glotz (tłum.): Nowe powieści czarodziejskie Andersena. T. 1. Warszawa. Brak numerów stron w książce
- 1905 – Mały Lol: tłum. anonimowe Bajki. Lwów. Brak numerów stron w książce
- 1923 – Luk: Wanda Młodnicka (tłum.): Nowy wybór bajek Andersena. Lwów. Brak numerów stron w książce
- 1931 – Mały Tuk: Stefania Beylin (tłum.): Baśnie. Warszawa. Brak numerów stron w książce
- 2006 – Mały Tuk: Bogusława Sochańska (tłum.): Baśnie i opowieści. Tom I 1830–1850. Poznań. s. 402–405. ISBN 978-83-7278-194-9. (z oryginału duńskiego)

## Fabuła
Streszczenia dokonano na podstawie wersji duńskiej.
Mały Tuk naprawdę nazywa się Carl. Ma opiekować się młodszą siostrą Gustawą i jednocześnie uczyć się geografii. Śpiewa jej piosenki, a jednocześnie zerka do podręcznika, próbując zapamiętać miasta Zelandii. Matka wraca do domu, zabiera Gustawę, a Tuk biegnie do okna i czyta przy resztkach światła. W domu nie ma pieniędzy na świecę, więc uczy się po ciemku.
Matka prosi Tuka, żeby pomógł starej praczce. Tuk natychmiast biegnie i pomaga staruszce z ciężkim wiadrem. Po powrocie do domu jest już ciemno i Tuk musi iść spać bez nauki. Wkłada książkę pod poduszkę, wierząc, że to pomoże mu zapamiętać lekcję. Zasypia, a we śnie odwiedza go praczka i obiecuje mu pomoc w wdzięczności za jego dobroć.
Książka pod głową zaczyna się ruszać i pojawia się kura z Køge, która opowiada o mieście. Potem pojawia się drewniany ptak z Præstø, dumny ze swojego pochodzenia. Nagle Tuk znajduje się na koniu z rycerzem i jadą do Vordingborga, gdzie widzi dawną świetność miasta. Tuk słyszy głos marynarza z Korsør, który zachwala swoje miasto jako nowoczesne i pachnące różami. Następnie chłopiec widzi Roskilde, źródła, królewską katedrę i zmarłych królów kroczących do kościoła. Pojawia się kobieta z Sorø, która mówi zabawnie o deszczu, żabach i nauce greki. Tuk śni dalej: jego siostra Gustawa staje się piękną dziewczyną i razem lecą nad Zelandią. We śnie przepowiada mu się bogactwo, sławę, mądrość i piękną przyszłość.
O poranku Tuk budzi się, nie pamięta nic ze snu, lecz od razu potrafi całą lekcję, a stara praczka zagląda do izby, dziękuje mu serdecznie i życzy, by jego najpiękniejszy sen się spełnił.

## Galeria

Ilustracje baśni Mały Tuk
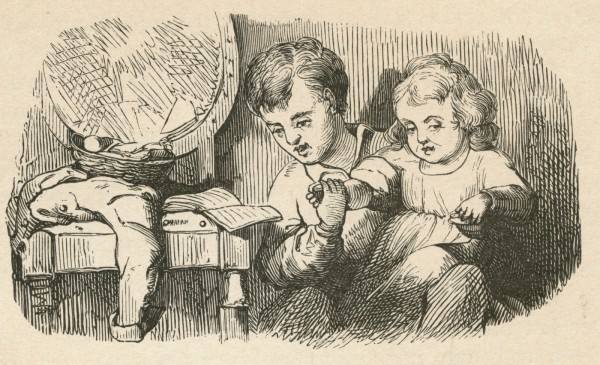
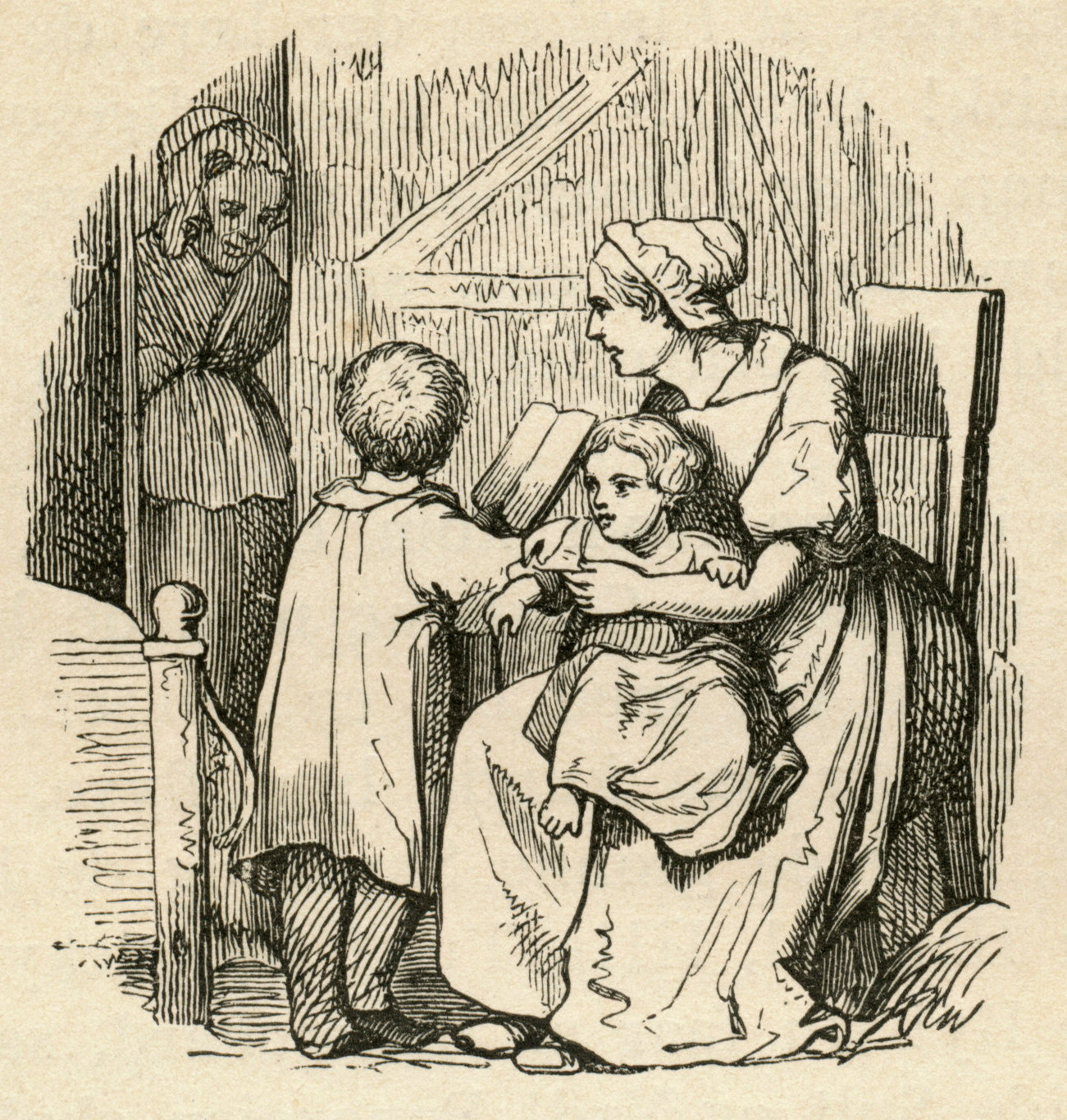
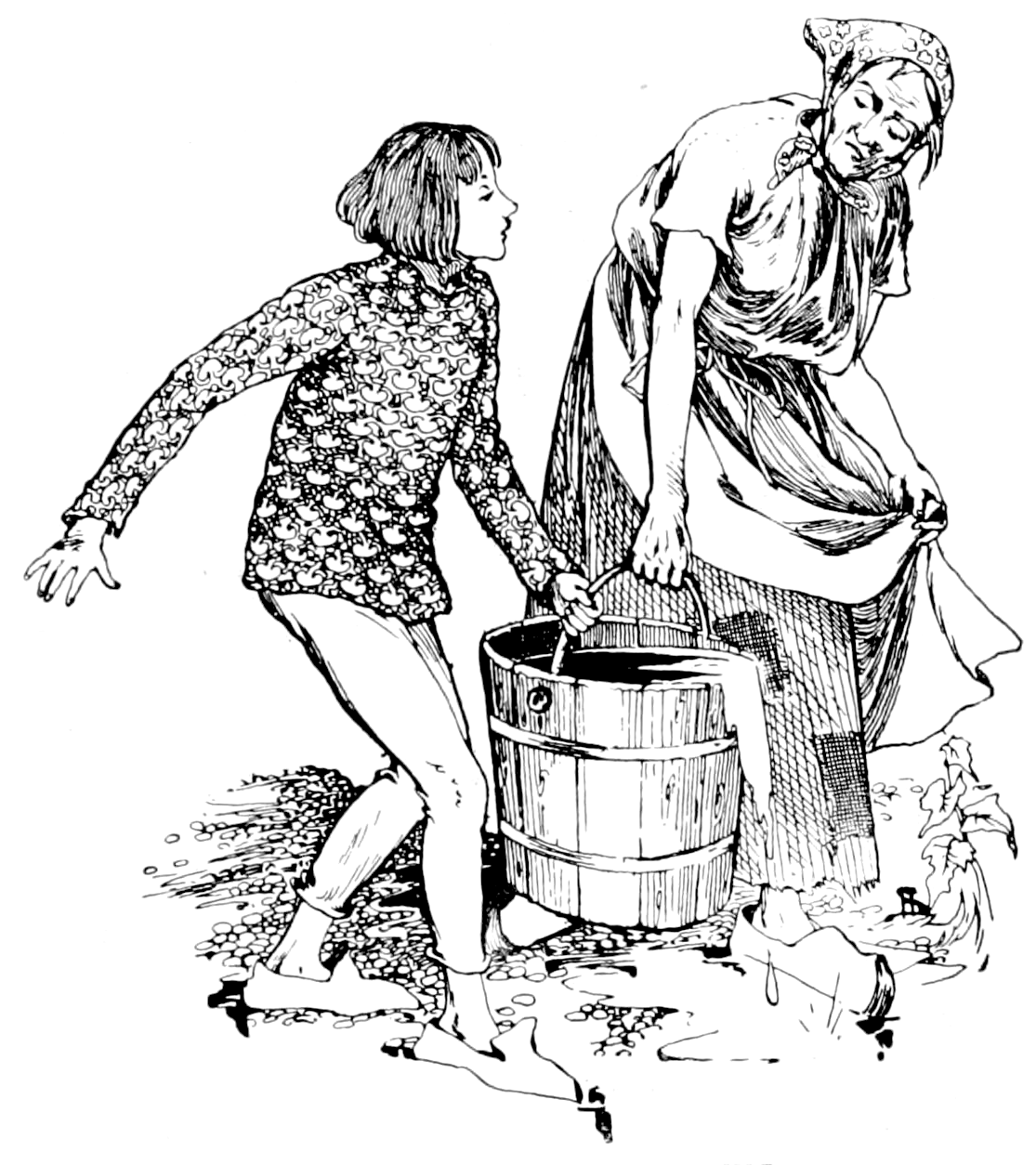
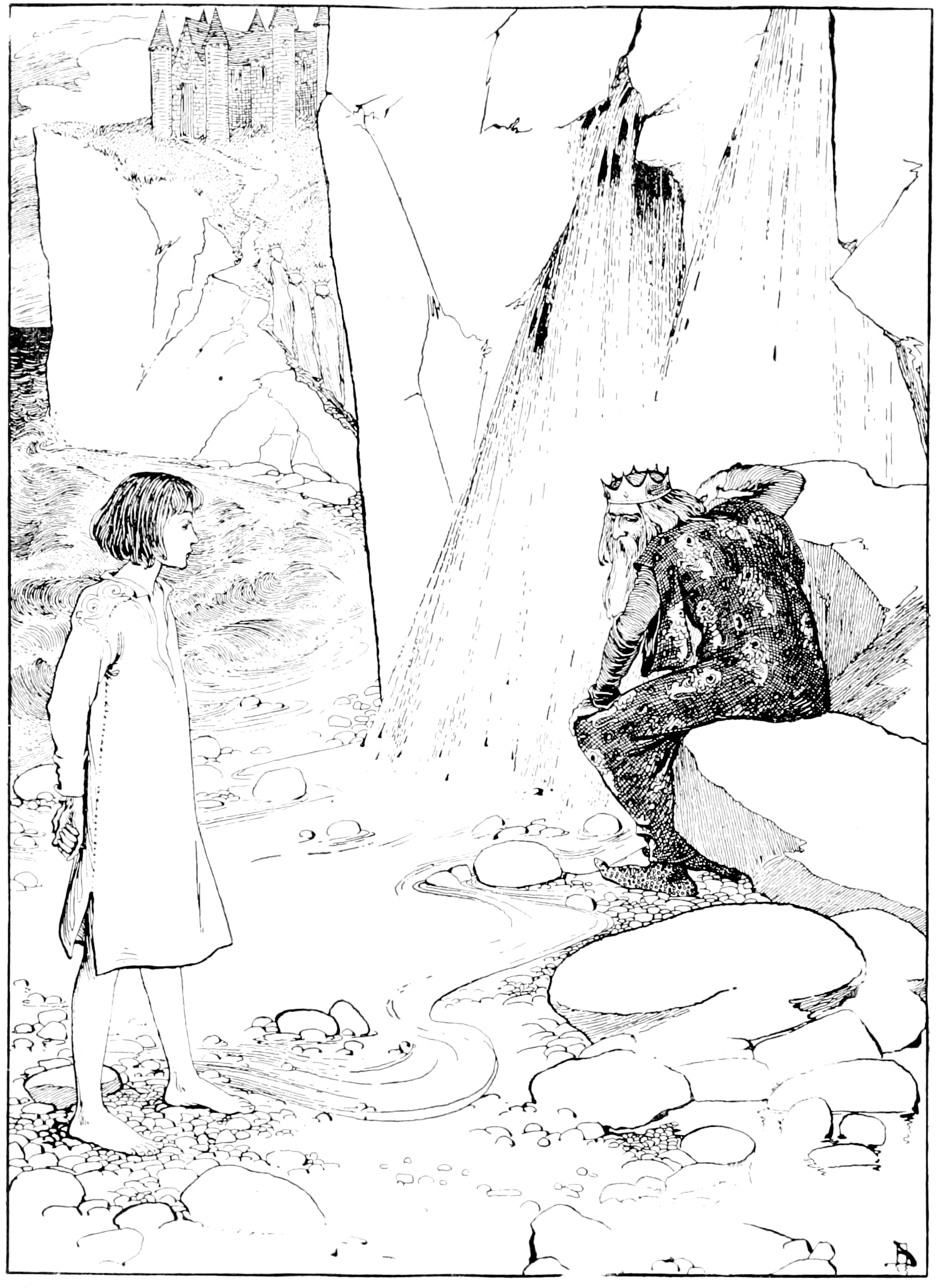